# Gina Lollobrigida
Gina Lollobrigida (phát âm tiếng Ý: [ˈdʒiːna ˌlɔlloˈbriːdʒida] 4 tháng 7 năm 1927 – 16 tháng 1 năm 2023) là một diễn viên, phóng viên nhiếp ảnh, điêu khắc gia danh tiếng người Ý.
Bà qua đời tại một phòng khám ở Rome vào ngày 16 tháng 1 năm 2023, hưởng thọ 95 tuổi.

## Danh mục phim

### Điện ảnh
| Năm  | Tên phim                                | Vai diễn                            | Ghi chú |
| ---- | --------------------------------------- | ----------------------------------- | --- |
| 1946 | Lucia di Lammermoor                     |                                     | |
| 1946 | This Wine of Love                       |                                     | |
| 1946 | Return of the Black Eagle               |                                     | |
| 1947 | When Love Calls                         |                                     | |
| 1947 | Pagliacci                               | Nedda                               | |
| 1947 | Flesh Will Surrender                    |                                     | |
| 1947 | Vendetta nel sole                       | young girl                          | |
| 1948 | Mad About Opera                         | Dora                                | |
| 1949 | Campane a martello                      | Agostina                            | |
| 1949 | The Bride Can't Wait                    |                                     | |
| 1949 | The White Line                          | Donata Sebastian                    | |
| 1950 | A Dog's Life                            | Rita Buton                          | |
| 1950 | Miss Italy                              | Lisetta Minneci                     | |
| 1950 | Children of Chance                      |                                     | |
| 1950 | Alina                                   | Alina                               | |
| 1951 | A Tale of Five Cities                   | Maria Severini                      | |
| 1951 | The Young Caruso                        |                                     | |
| 1951 | Four Ways Out                           |                                     | |
| 1951 | Love I Haven't... But... But            |                                     | |
| 1951 | Attention! Bandits!                     | Anna                                | |
| 1952 | Wife For a Night (Moglie per una notte) | Ottavia                             | |
| 1952 | Times Gone By                           | Mariantonia Desiderio               | |
| 1952 | Fanfan la Tulipe                        | Adeline La Franchise                | |
| 1952 | Beauties of the Night                   | Leila, Cashier                      | |
| 1953 | The Wayward Wife                        | Gemma Vagnuzzi                      | |
| 1953 | Bread, Love and Dreams                  | Maria De Ritis                      | Đề cử - BAFTA Award for Best Foreign Actress Nastro d'Argento Best Actress                                         |
| 1953 | Le infedeli                             | Lulla Possenti                      | |
| 1953 | Beat the Devil                          | Maria Dannreuther                   | First American movie                                                                                               |
| 1954 | Woman of Rome                           | Adriana                             | |
| 1954 | Bread, Love and Jealousy                | Maria De Ritis                      | |
| 1954 | A Day in Court                          |                                     | |
| 1954 | Crossed Swords                          |                                     | |
| 1954 | Le Grand Jeu                            | Sylvia Sorrego, Helena Ricci        | |
| 1955 | The World's Most Beautiful Woman        | Lina Cavalieri                      | David di Donatello for Best Actress                                                                                |
| 1956 | Trapeze                                 | Lola                                | |
| 1956 | The Hunchback of Notre Dame             | Esmeralda                           | |
| 1958 | Anna of Brooklyn                        | Anna                                | |
| 1959 | The Law                                 | Marietta                            | |
| 1959 | Never So Few                            | Carla Vesari                        | |
| 1959 | Solomon and Sheba                       | Queen of Sheba                      | |
| 1961 | Go Naked in the World                   | Giulietta Cameron                   | |
| 1961 | Come September                          | Lisa Helena Fellini                 | Golden Globe Henrietta Award, World Film Favorite – Female                                                         |
| 1962 | Lykke og krone (documentary)            |                                     | |
| 1962 | La bellezza di Ippolita                 | Ippolita                            | |
| 1963 | Venere Imperiale                        | Paulette Bonaparte                  | David di Donatello for Best Actress Nastro d'Argento Best Actress                                                  |
| 1963 | Mad Sea                                 | Margherita                          | |
| 1964 | Woman of Straw                          | Maria Marcello                      | |
| 1965 | Me, Me, Me... and the Others            | Titta                               | |
| 1965 | Le Bambole (The Dolls)                  | Beatrice                            | |
| 1965 | Strange Bedfellows                      | Toni Vincente                       | |
| 1966 | Pleasant Nights                         | Domicilla                           | |
| 1966 | The Sultans                             | Liza Bortoli                        | |
| 1966 | Hotel Paradiso                          | Marcelle Cotte                      | |
| 1967 | Cervantes                               | Giulia Toffolo                      | |
| 1968 | Stuntman                                | Evelyne Lake                        | |
| 1968 | La morte ha fatto l'uovo                | Anna                                | |
| 1968 | A Curious Way to Love                   |                                     | |
| 1968 | The Private Navy of Sgt. O'Farrell      | Maria                               | |
| 1968 | Buona Sera, Mrs. Campbell               | Carla Campbell                      | Đề cử - Golden Globe Award for Best Actress – Motion Picture Musical or Comedy David di Donatello for Best Actress |
| 1969 | That Splendid November                  | Cettina                             | |
| 1971 | Bad Man's River                         | Alicia                              | |
| 1972 | King, Queen, Knave                      | Martha Dreyer                       | |
| 1973 | No encontre rosas para mi madre         |                                     | |
| 1983 | Wandering Stars (documentary)           |                                     | |
| 1995 | Les cent et une nuits de Simon Cinéma   | L'épouse médium du professeur Bébel | |
| 1997 | XXL                                     | Gaby                                | |
| 2011 | Box office 3d                           | herself                             | (cameo appearance)                                                                                                 |

### Truyền hình
| Năm  | Tên phim                  | Vai diễn                      | Ghi chú                                                                                         |
| ---- | ------------------------- | ----------------------------- | ----------------------------------------------------------------------------------------------- |
| 1972 | Le avventure di Pinocchio | The Fairy with Turquoise Hair |                                                                                                 |
| 1984 | Falcon Crest              | Francesca Gioberti            | Đề cử - Golden Globe Award for Best Supporting Actress – Series, Miniseries or Phim truyền hình |
| 1985 | Deceptions                |                               |                                                                                                 |
| 1986 | Love Boat                 |                               |                                                                                                 |
| 1988 | Woman of Rome             | Adriana's mother              | Phim truyền hình làm lại                                                                        |
| 1996 | Una donna in fuga         |                               |                                                                                                 |